# Liam Kirk
Liam Kirk, född den 3 januari 2000, är en brittisk professionell ishockeyforward som spelar för Eisbären Berlin i Deutsche Eishockey Liga.
Kirk började sin karriär med det brittiska elitlaget Sheffield Steelers i Elite Ice Hockey League.
I NHL-draften 2018 blev han vald av Arizona Coyotes och blev därmed den första spelaren som är född och tränad i England att väljas av ett NHL-lag.